# Ferrari 335S

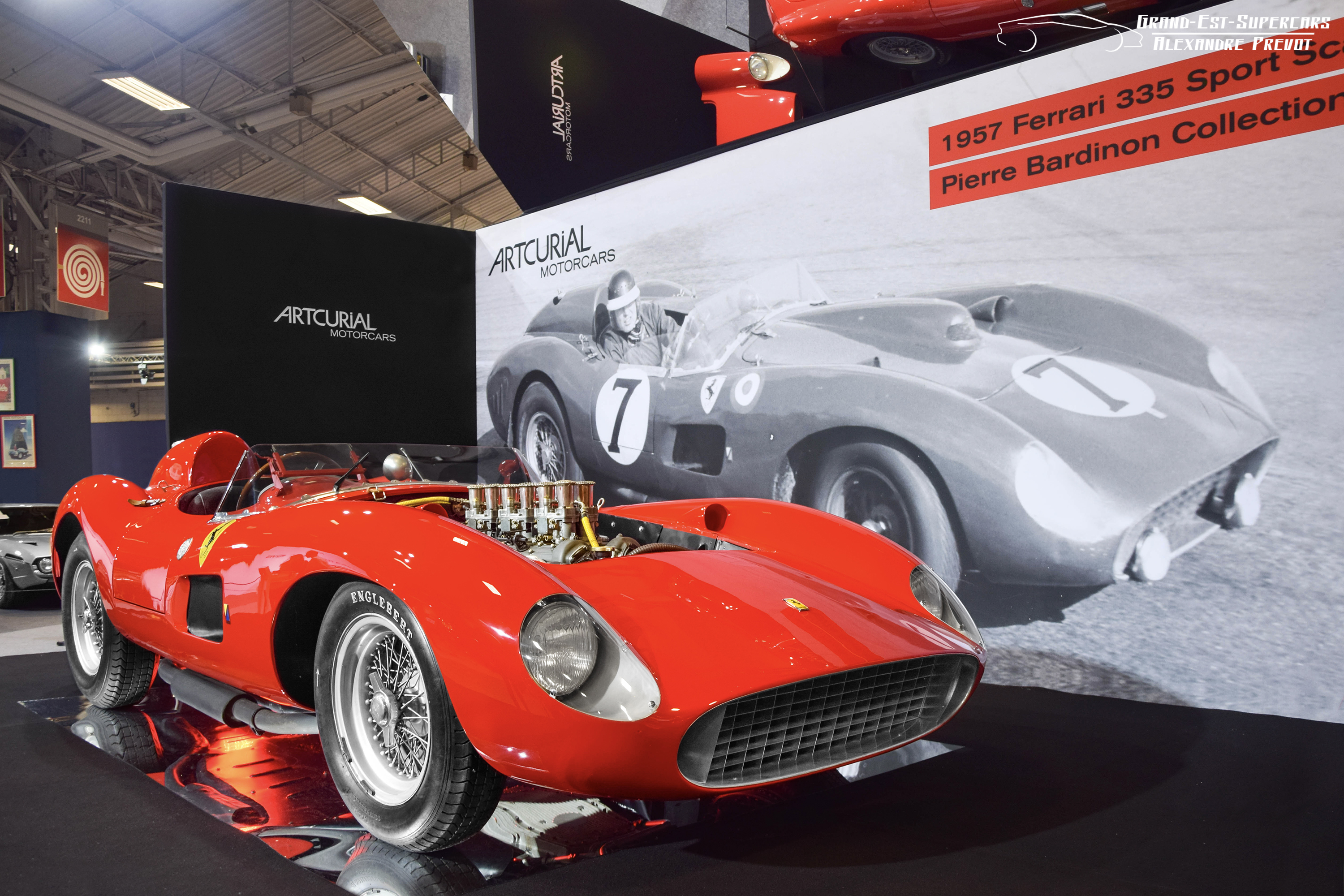
Ferrari 335S

Der Ferrari 335S war ein Rennwagen, den die Scuderia Ferrari 1957 bei Sportwagenrennen einsetzte.

## Technik und Renngeschichte
Der Ferrari 335S war der dritte und letzte Rennwagen in der Reihe der Viernockenwellen-Ferrari, die 1957 gebaut wurden. Wie die Vorgängermodelle 290S und 315S basierte der 335S auf dem Ferrari 290MM. Der Wagen hatte aber das verstärkte Fahrgestell des 290S.
Der Motor war auf 4023 cm³ aufgebohrt und hatte jetzt eine Bohrung von 77 mm bei 72 mm Hub. Mit sechs Weber-44-DCN-Vergasern und Doppelzündung leistete er bei einer Verdichtung von 9,2 : 1 maximal 390 PS (287 kW) bei einer Drehzahl von 7400/min. Zylinderkopf und Motorblock bestanden aus Leichtmetall, die Schmierung arbeitete mit Trockensumpf. Wie beim 290S befand sich direkt unter dem Anlasser die Mehrscheibenkupplung, die die Kraft des V12-Motors über eine mit Motordrehzahl laufende Kardanwelle zum hintenliegenden Vierganggetriebe mit Sperrdifferenzial von ZF an der hinteren De-Dion-Achse übertrug. Die Hinterachse hatte zwei Führungslenker und eine Querblattfeder, die über ein Verbindungsstück hochgeführt war, um die Seitenneigung des Wagens zu verringern. Der vernietete Aluminiumtank war so weit vorne wie möglich platziert und an der Unterseite mit tiefen Aussparungen für die Blattfeder versehen. Der Tank fasste 180 Liter. Die technischen Daten waren bis auf den Motor gleich mit denen der Modelle 290S und 315S.
Die Vorderachse bestand aus doppelten Dreieckslenkern mit Schraubenfedern und einem Querstabilisator. Die Lenkung (von ZF) arbeitete mit Schnecke und Zahnsegment. An allen vier Rädern wurden verstellbare, hydraulische Stoßdämpfer des Herstellers Maurice Houdaille verwendet. Die Schwachstelle des Wagens waren die Trommelbremsen, die noch auf eine Entwicklung von Aurelio Lampredi zurückgingen und regelmäßig zu heiß wurden. Erst durch die Einführung der 16-Zoll-Speichenräder kamen von Vittorio Jano entwickelte verrippte, gusseiserne Bremstrommeln zum Einsatz, die Abhilfe schufen.
Der Wagen hatte einen Rohrrahmen aus Stahl und eine von Carrozzeria Scaglietti gebaute zweisitzige Aluminiumkarosserie.
Der 335S war der bis dahin stärkste und schnellste Ferrari-Sportwagen. Er erreichte eine Spitzengeschwindigkeit von 305 km/h, ein Wert, der erst vom 330P3 zehn Jahre später übertroffen wurde. Der 330P3 war aber ein um 150 kg leichterer Prototyp mit einem 420 PS starken V12-Motor.
Beim 1000-km-Rennen auf dem Nürburgring fuhren Peter Collins und Olivier Gendebien einen 335S an die zweite Stelle der Gesamtwertung. Allerdings war die kurvenreiche Nordschleife nicht das richtige Terrain für den 335S, der vor allem für die Mille Miglia gebaut worden war.
Bei der 1957er Austragung der Mille Miglia fuhren Peter Collins und Alfonso de Portago zwei 335er. Louis Klemantaski – der Fotograf war wie 1956 Beifahrer von Collins – über die 335S: „Ihr Tempo war so viel höher als alles, was ich vorher erlebt hatte. Der Eindruck, wie man noch im zweiten und dritten Gang voranschoss, war unvergesslich. Der Druck im Rücken beim Beschleunigen in den Gängen, die Fliehkräfte, die in den Kurven auf mich wirkten, wurden bald sehr anstrengend, ganz zu schweigen davon, dass wir vom Fahrwerk ständig durchgerüttelt wurden.“ Collins fuhr bis 200 Kilometer vor dem Ziel eine Bestzeit nach der anderen und war kurz davor, den als unschlagbar geltenden Streckenrekord von Stirling Moss aus dem Jahr 1955 zu brechen. Knapp vor Parma blieb der 335 aber mit Motorschaden liegen. Im zweiten 335 hatte de Portago in der Ortschaft Guidizzolo einen folgenschweren Unfall, bei dem er selbst, sein Beifahrer und neun Zuschauer den Tod fanden.
Am Ende der Saison feierte die Scuderia mit zwei 335 einen Doppelsieg beim Großen Preis von Venezuela – Hill/Collins siegten vor Musso/Hawthorn – und gewann damit die Sportwagen-Weltmeisterschaft 1957.
Von den vier gebauten Wagen sind drei noch im Originalzustand erhalten.
Im Februar 2016 erzielte ein 335S bei einer Fahrzeugauktion im Pariser Auktionshaus Artcurial mit 32.075.200 Euro den höchsten bis dahin erzielten Wert für ein Automobil.